# Église Santa Fosca
Santa Fosca est une église catholique située à Torcello, une île située au nord la lagune de Venise, en Italie.

## Histoire
Une église, possédant déjà le nom actuel, existe sur le site dans la première moitié du IXe siècle. Elle est citée dans les avantages accordés par l'Empereur Louis le Pieux à la basilique San Zeno de Vérone. Vers l'an 1000, l'édifice est peut-être concerné par la campagne de construction entreprise par l'évêque de Torcello Orso Orseolo pour la reconstruction du complexe de la cathédrale.
L'aspect originel de l'édifice n'est pas connu, mais il est probable qu'il s'agit alors d'un martyrium, sanctuaire abritant les restes de martyrs. L'église prend sa forme actuelle entre le XIe et le XIIe siècle quand elle reconstruite pour accueillir les reliques de Sainte Fosca et de Sainte Maure provenant de Sabratha.

## Description

### Extérieur
Santa Fosca fait partie du complexe de la cathédrale Santa Maria Assunta, dont elle est adjacente. De style vénéto-byzantin, elle possède une forme octogonale, surmonté en son milieu par un dôme circulaire.
Santa Fosca est entouré sur cinq côtés par un portique, dont les arcs surhaussés reposent sur des colonnes à chapiteaux vénéto-byzantins. Elle est également reliée à la cathédrale Santa Maria Assunta par un autre portique.

### Intérieur

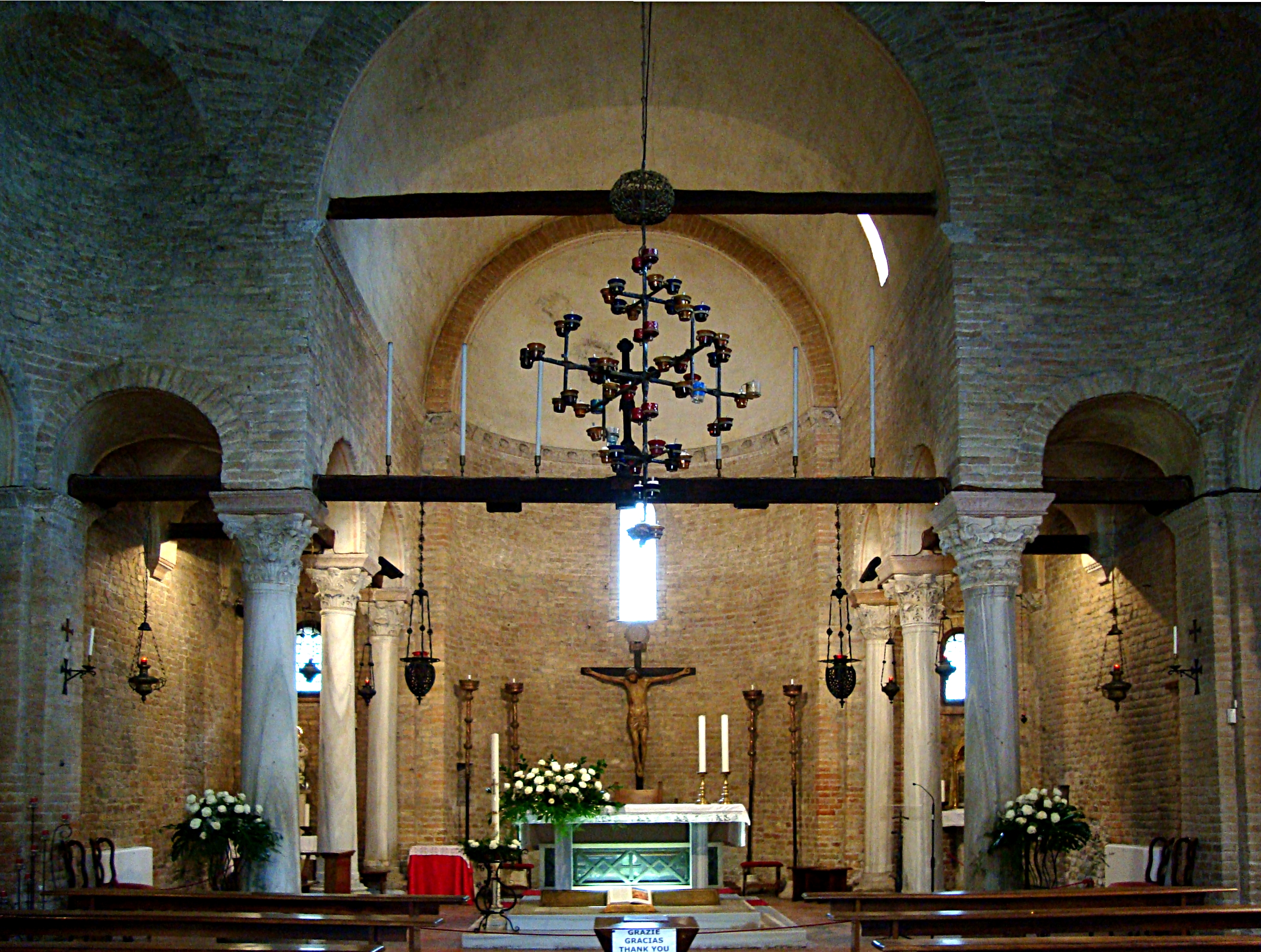
Intérieur de Santa Fosca.

Le plan intérieur de Santa Fosca prend la forme d'une croix grecque, avec trois nefs et absides. L'ensemble est surmonté d'un dôme circulaire. Le chevet est entouré de colonnes de marbre.